# 弗林德斯街
弗林德斯街（英語：Flinders Street）是澳大利亚維多利亞州墨尔本的一条街道，大致与雅拉河平行。弗林德斯街构成霍德尔路网的南部边界，长约1英里（1.6），宽1.5链（99英尺，30米）。这条街得名于探险家馬修·福林達斯，在命名时错误地认为是他发现了菲利普港湾。它向东延伸至司布林街（Spring Street）和财政部花园（Treasury Gardens），向西经过拜特曼山（Batman's Hill）到达墨尔本滨海港区（Melbourne Docklands）。作为离河最近的街道，弗林德斯街为墨尔本最初的河港提供服务。海关大楼现在是维多利亚州的移民博物馆的所在地，位于弗林德斯街。

弗林德斯街车站，1927年

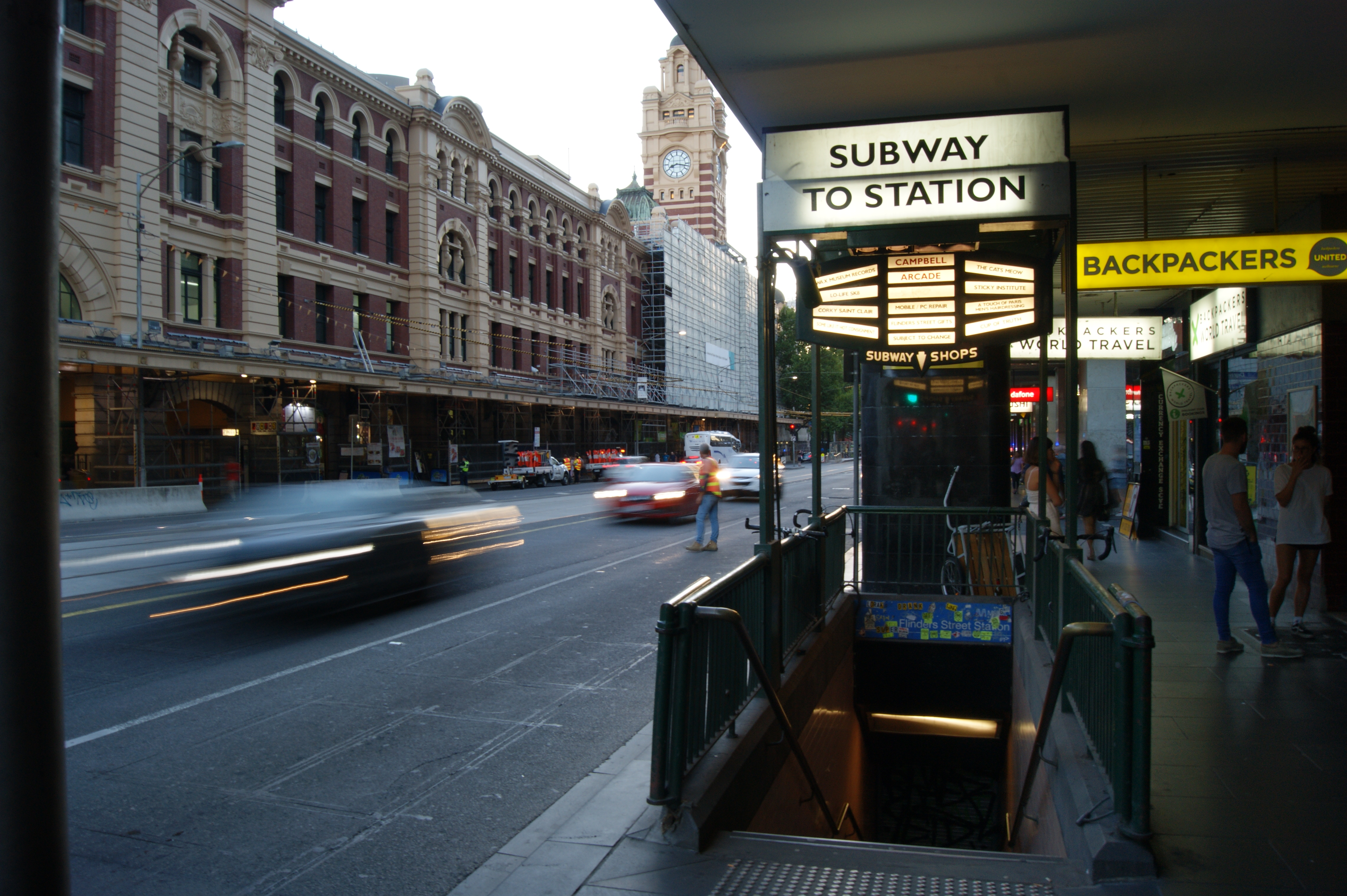

这条街是弗林德斯街车站所在地，位于弗林德斯街与斯旺斯顿街交汇处，是墨尔本郊区铁路网的中央车站。70路、75路以及环线电车，沿弗林德斯街，而弗林德斯街高架桥与这条街道平行,连接着这座城市的两个主要火车站。
弗林德斯街上的其他地标包括联邦广场、圣保罗座堂、杨和杰克逊酒店（Young and Jackson's Hotel）、香蕉巷仓库（Banana Alley Vaults）、旧先驱时代周刊大楼（old Herald & Weekly Times building）、墨尔本水族馆和拜特曼公园（Batman Park），它们毗邻雅拉河。它曾是墨尔本鱼市的所在地，这是一座建于1890年的华丽建筑，占地23000平方米，其设计与弗林德斯街车站类似。1958年至1960年间，该市场被拆除，之后该地成为公共停车场。该地块现在是北岸广场综合体（Northbank Place complex）的三座塔楼，包括办公空间、住宅公寓、零售店和多层停车场。